# INI STATION
『INI STATION』（アイエヌアイ ステーション）は、GYAO!で配信されたINIのバラエティ番組である。

## 概要
2021年10月8日、『INI初冠番組(仮) ※タイトルはみんなで相談します！』でGYAO!にてINI初の冠番組が配信することが発表。タイトルはメンバーたちが考えた結果『INI STATION』となり、番組ロゴは池﨑理人と許豊凡が担当。2021年10月15日から11月12日までseason1が放送された。2022年4月1日から4月29日までseason2が放送予定。
season1
INIの素の部分を最大限に見せる番組であり、番組内ではデビューに向けた韓国合宿や初めての韓国ロケではメンバーが3チームに分かれて食材の買い物や罰ゲームをかけた卓球対決などを実施。また、デビューシングル『A』のジャケット撮影やデビュー曲「Rocketeer」と「Brighter」のレコーディング風景、MV撮影の模様などアーティスト活動の裏側に密着した。全5回。
season2
番組内では「さまざまな仕事を体験して社会を学ぶ企画」として、まだまだ社会経験が浅い若者代表のINIがフラワーショップや八景島シーパラダイスで職業体験を実施し、社会を学んでいく。全5回。

## 出演者
- INI

## 放送内容

### season1
INIのデビューに向けた2ヵ月間の韓国合宿やロケに密着。
- 2021年10月8日　#0
- 2021年10月15日 #1 - INIが韓国を舞台に3チームに分かれて買い出し。INIビハインドSTATIONでは「Rocketeer」のレコーディング風景に密着[3]。
- 2021年10月22日 #2 - 買い出しを終えてペンションで合流。晩御飯後の待遇を賭けてわがままピンポン大会（前編）。INIビハインドSTATIONでは「A」のジャケット撮影に密着[4]。
- 2021年10月29日 #3 - わがままピンポン対決（後編）。朝鮮料理作りに挑戦。INIビハインドSTATIONでは「Brighter」のレコーディング風景に密着[5]。
- 2021年11月5日　#4 - 晩御飯タイム。2ヵ月にわたる韓国合宿の裏話（前編）。INIビハインドSTATIONでは雑誌「ViVi」の撮影に密着[6]。
- 2021年11月12日 #5 - 2ヵ月にわたる韓国合宿の裏話（後編）

チーム分け
※リーダーは太字表記。
- 甘ト～リオ（木村柾哉、佐野雄大、藤牧京介）[7]
- タコちゃんズ（尾崎匠海、髙塚大夢、田島将吾、西洸人）[8]
- Cん鮮組（池﨑理人、後藤尊威、許豊凡、松田迅）[9]

番組コーナー
- INIのLet Me Try！

リーダーの木村柾哉がMCを務め、番組が用意した5つの企画をくじ引きで選ばれた2人もしくは3人で対決を行う。
| 企画                       | 対決メンバー               | 放送回 | 出典   |
| -------------------------- | -------------------------- | ------ | ------ |
| まゆ毛高速エクササイズ対決 | 尾崎匠海 VS 池崎理人       | #2     | [ 4 ]  |
| ポットプッシュ対決         | 後藤威尊 VS 佐野雄大       | #3     | [ 10 ] |
| ボトルフリップ             | 許豊凡 VS 西洸人 VS 松田迅 | #4     | [ 6 ]  |
| アズキつかみ対決           | 田島将吾 VS 藤牧京介       | #5     | [ 10 ] |
| キメ顔にらめっこ対決       | 木村柾哉 VS 髙塚大夢       | #5     |        |

### season2
- 2022年3月25日 #0
- 2022年4月1日   #1
- 2022年4月8日   #2
- 2022年4月15日 #3
- 2022年4月22日 #4
- 2022年4月29日 #5

番組コーナー
- INIのお仕事体験します！

| メンバー             | 体験する仕事 | 放送回 | 出典   |
| -------------------- | ------------ | ------ | ------ |
| 木村、佐野、松田     | 花屋         | #1、2  | [ 11 ] |
| 尾崎、後藤、許、髙塚 | 飼育員       | #2     | [ 12 ] |
| 田島、西、池﨑、藤牧 | 農家         |        |        |

- ミニゲーム

| 企画               | 放送回 | 出典   |
| ------------------ | ------ | ------ |
| INI LOVE YOUゲーム | #1     | [ 11 ] |
| 韻ふみラップリレー | #2     | [ 12 ] |

## ロケ地

### season1
- 韓国・京畿道安山市壇園区大阜島
  - エルマート（#1、甘ト～リオの買い出し先）
  - オーシャンシティ鮮魚市場（#1、タコちゃんズの買い出し先）
  - グンジャ農協テブ支店（#1、Cん鮮組の買い出し先）
  - ランドマークウォン - （#2~5、INIメンバーが合流したペンション）

### season2
- BLOOM&STRIPES（東京都・世田谷区）
- 大田市場（東京都・大田区）
- オステリア・トット（東京都・港区）
- 八景島シーパラダイス（神奈川県・横浜市）

## スタッフ
season1
- 構成 : 古賀文恵
- 音効 : 矢部公英
- 編集 : 村松千宏
- MA : 岡村奈央
- 営業 : 三上公一、髙野智香
- AD: 笹本亜澄香、塚田公平
- ディレクター : 小林淳一、森田幸子
- 演出 : 長久弦
- プロデューサー : 高橋くれあ
- 制作協力 : Gee
- 制作 : 吉本興業
- 製作著作：LAPONEエンタテインメント

韓国ロケビハインド
- プロデューサー : Jeong YooJin
- ディレクター : Lee SungUn, Lee YeaEun
- 撮影 : JR.MEDIA LAB

season2
- 構成 : 古賀文恵、宮下勇二
- CAM : 小田裕貴
- 音声 : 佐藤耕司
- VE : 高山昌樹
- 音効 : 矢部公英
- 編集 : 村松千宏
- MA : 畦池有花
- 営業 : 三上公一、髙野智香
- AD : 高崎まな、野口裕香
- ディレクター : 小林淳一、本橋宏之、森田幸子
- 演出 : 長久弦
- プロデューサー : 高橋くれあ、長嶺望
- 制作協力 : Gee
- 制作 : 吉本興業
- 製作著作：LAPONEエンタテインメント